# یوهان یارلن
یوهان یارلن (انگلیسی: Johan Jarlén؛ ۴ نوامبر ۱۸۸۰ – ۱۸ آوریل ۱۹۵۵) ژیمناست هنری اهل سوئد بود.
وی در مسابقات کشوری و بین‌المللی در مجموع برندهٔ ۱ مدال طلا شده‌است.